# Ceraphron splendens
Ceraphron splendens är en stekelart som beskrevs av Paul Dessart och Alekseev 1982. Ceraphron splendens ingår i släktet Ceraphron och familjen pysslingsteklar. Inga underarter finns listade i Catalogue of Life.